# محوطه آهنگران علیا
محوطه آهنگران علیا مربوط به دوره اشکانیان - سده‌های میانه دوران‌های تاریخی پس از اسلام است و در شهرستان سلسله (الشتر ۹، بخش مرکزی، دهستان دوآب، روستای آهنگران علیا واقع شده و این اثر در تاریخ ۷ اسفند ۱۳۸۶ با شمارهٔ ثبت ۲۱۳۱۵ به‌عنوان یکی از آثار ملی ایران به ثبت رسیده است.